# Larguées (film, 2018)
Pour les articles homonymes, voir Larguées.
Pour plus de détails, voir Fiche technique et Distribution.
Larguées est une comédie française réalisée par Éloïse Lang, sortie en 2018.

## Synopsis
Alice (Camille Chamoux) et Rose (Camille Cottin) sont deux sœurs totalement différentes, l'une est mère de famille ultra rangée et responsable, l'autre est libre et rock n'roll. Elles ne sont d'accord sur rien, excepté sur l'urgence de remonter le moral de leur mère (Miou-Miou) qui vient de se faire larguer par leur père pour une femme plus jeune. Dans leur mission pour « sauver maman » à La Réunion au Piton de la Fournaise, elles vont vivre différentes péripéties pour leur plus grand bien.

## Fiche technique
- Réalisation : Éloïse Lang
- Scénario : Éloïse Lang, d'après le film All Inclusive (en) d' Hella Joof
- Musique : Fred Avril
- Photographie : Antoine Monod
- Montage : Valérie Deseine
- Son : Stéphane Bucher, Serge Rouquairol, Marc Doisne
- Costumes : Béatrice Lang
- Décors : Philippe Chiffre
- Production : Stéphanie Carreras et Philippe Pujo
  - Coproduction : Ardavan Safaee
  - Production exécutive : David Giordano
- Sociétés de production : Pathé, Estrella Productions, France 3 cinéma, Les Films Chaocorp, CN7 Productions
- SOFICA : Cinémage 12, Sofitvciné 5
- Société de distribution : Pathé
- Pays d'origine :  France
- Langue originale : français
- Durée : 92 minutes
- Genre : comédie
- Dates de sortie :
  - France : 20 janvier 2018 (Festival de l'Alpe d'Huez)[1] ; 18 avril 2018 (sortie nationale)

## Distribution
- Miou-Miou : Françoise
- Camille Cottin : Rose, fille de Françoise
- Camille Chamoux : Alice, fille de Françoise, sœur de Rose
- Johan Heldenbergh : Thierry, barman du club de vacances, tombeur
- Thomas Scimeca : Sébastien, veuf dépressif
- Olivia Côte : Lily, animatrice du club de vacances, sœur de Thierry
- Youssef Hajdi : Charlemagne, animateur du club de vacances
- Sylvain Quimène : Romain
- Elliot Daurat : Félix, fils de Sébastien
- Bernard Blancan : Guillaume

## Production
C'est une adaptation du film danois "All Inclusive" d'Hella Joof.

### Lieux de tournage
- La Réunion

## Musique
Sauf indication contraire ou complémentaire, les informations mentionnées dans cette section proviennent du générique de fin de l'œuvre audiovisuelle présentée ici.
- Concrete Knives - Brand New Start (Générique de début)
- Alain Ramanisum - Joyeux anniversaire
- Asaf Avidan & the Mojos - One Day / Reckoning Song
- Laurent Garnier et Benjamin Rippert - Jacques in the box
- Fatoumata - Stand the night - Wigeon
- Philip Andrew Buckle - Big love
- Alain Ramanisum - joyeux anniversaire
- Norbert Galouo, José Miguel Ortegon et Francisco Smith Angulo - Esos Ojos
- Alexandre-Louis Astier, Laurent Lepagneau - Electric Carnival
- Bibie - Tout simplement (tout doucement)
- FUN et Janelle Monae - We Are Young
- Otis Stacks et Gift Of Gab (en) - Fashion Drunk
- Neumodel - Dicaprio on Acid
- C2C et Derek Martin - Happy
- Miou-Miou et Johan Heldenbergh - Paroles, Paroles
- Johann Strauss - La Marche de Radetsky
- Deorro et Elvis Crespo - Bailar
- Jean-Marc Ferdinand et Zafé Chô - Tikitak Tikitak
- Tchaïkovsky - Casse-Noisette, Danse de la Fée Dragée
- John Paul Young - Love Is in the Air (en)
- Koudlam - See You All
- Shaka Ponk - Come On Cama
- Tropkillaz (pt) - Baby Baby
- Ewert and the two dragons - (In the end) There's only love

## Distinctions
- Festival international du film de comédie de l'Alpe d'Huez 2018 : 
  - Prix du public
  - Prix d'interprétation féminine pour Camille Cottin